# Monștrii 3
Monștrii 3 (în engleză Critters 3) este un o comedie de groază științifico-fantastică din 1991 regizat de Kristine Peterson⁠(d) și al treilea film al francizei Critters⁠(d). A reprezentat debutul în film al lui Leonardo DiCaprio. Actorul Cary Elwes a menționat în comentariul pentru ediția uncut a filmului Puzzle mortal 3D că a refuzat rolul lui Josh. A fost filmat în același timp cu continuarea sa Monștrii 4 din februarie până în iulie 1991. Spre deosebire de primele două filme, acțiunea nu are loc în orașul Grover's Bend.

## Intriga
După evenimentele petrecute în al doilea film, Charlie MacFadden, rămas pe pământ, încă încearcă să elimine ultimele creaturi Critters rămase în viață. O familie - Annie (protagonista), Johnny (fratele său mai mic) și Clifford (tatăl acestora) - se oprește într-o parcare după ce anvelopa mașinii lor explodează. Charlie îi avertizează pe aceștia și pe Josh, fiul vitreg al unui proprietar corupt, despre creaturile libere. În timp ce Clifford schimba anvelopa, una dintre aceste creaturi își depune ouăle sub mașina familie, iar aceștia le transportă fără să știe în oraș. La scurt timp după ce ajung acasă, ouăle eclozează și monștrii încep să-i atace pe locatari. Când proprietarul sosește să-i evacueze pe chiriași, acesta este consumat de creaturi. Annie, familia sa, Josh și alți vecini se închid într-un apartament și încearcă să ajungă pe acoperișul clădirii pentru a se salva. Charlie ajunge la fața loculu, începe să ucidă ultimele Critters în viață și îi salvează pe locatari. Filmul se încheie cu un cliffhanger: în momentul în care Charlie este pe cale să distrugă ultimele două ouă de Critters, Ug apare sub forma unei holograme și îi transmite că îi este interzis să le distrugă deoarece sunt ultimele două exemplare ale speciei. La scurt timp după mesaj, o capsulă trimisă de Consiliul Intergalactic se prăbușește în subsolul clădirii.

## Distribuția
- Leonardo DiCaprio - Josh
- Aimee Brooks - Annie
- Don Keith Opper - Charlie MacFadden
- John Calvin - Clifford
- Nina Axelrod - Betty Briggs
- William Dennis Hunt - Briggs
- Geoffrey Blake - Frank
- Christian & Joseph Cousins - Johnny
- Terrence Mann - Ug
- Jose Luis Valenzuela - Mario
- Diana Bellamy - Rosalie
- Katherine Cortez - Marcia
- Frances Bay - doamna Menges
- Bill Zuckert - domnul Menges
- William Hanna - zgomotele produse de creaturile Critters

## Lansare
Filmul a fost lansat direct-pe-DVD de către New Line Home Video⁠(d) pe 11 decembrie 1991. New Line Home Entertainment⁠(d) l-a lansat pe DVD în 2003. Filmul a fost relansat într-un set care conținea toate cele 4 filme ale seriei pe DVD de Warner Bros. în 2010.
Scream Factory, o subsidiară a Shout! Factory⁠(d), a lansat cele patru filme sub titlul „The Critters Collection” pe Blu-ray. Setul a fost disponibil începând din 27 noiembrie 2018.

## Recepție
Conform site-ului de recenzii Rotten Tomatoes, filmul are un rating de 0% în baza a șase recenzii. Nota medie a acestuia este de 2.8/10.